# Villogorgia acanthostoma
Villogorgia acanthostoma är en korallart som beskrevs av Germanos. Villogorgia acanthostoma ingår i släktet Villogorgia och familjen Plexauridae. Inga underarter finns listade i Catalogue of Life.